# Cortanze
Cortanze (Curtansi in piemontese) è un comune italiano di 254 abitanti della provincia di Asti in Piemonte.
Il comune fa parte dell'Unione Comunale Comunità Collinare Val Rilate.

## Storia

### Simboli
(R.D. del 25 ottobre 1928)
Le tre ruote d'argento in campo rosso sono il simbolo della famiglia Roero.

## Società

### Evoluzione demografica
Negli ultimi cento anni, a partire dal 1911, la popolazione residente si è dimezzata.
Abitanti censiti

## Infrastrutture e trasporti
Tra il 1882 e il 1915 Cortanze fu capolinea di una tranvia a vapore per Asti. Nel 1889 Cortanze veniva collegata al capoluogo astigiano con quattro corse giornaliere, della durata di 1h e 30'

## Amministrazione
Di seguito è presentata una tabella relativa alle amministrazioni che si sono succedute in questo comune.
| Periodo        | Periodo        | Primo cittadino      | Partito                            | Carica  | Note        |
| -------------- | -------------- | -------------------- | ---------------------------------- | ------- | ----------- |
| 24 luglio 1988 | 20 giugno 1993 | Mario Magnone        | Democrazia Cristiana               | Sindaco | [ 6 ]       |
| 20 giugno 1993 | 28 aprile 1997 | Mario Magnone        | -                                  | Sindaco | [ 6 ]       |
| 28 aprile 1997 | 14 maggio 2001 | Mario Magnone        | Centro-sinistra                    | Sindaco | [ 6 ]       |
| 14 maggio 2001 | 30 maggio 2006 | Gianfranco Gallafrio | Lista civica                       | Sindaco | [ 6 ]       |
| 13 giugno 2006 | 16 maggio 2011 | Clemente Pescarmona  | Lista civica                       | Sindaco | [ 6 ]       |
| 16 maggio 2011 | 5 giugno 2016  | Clemente Pescarmona  | Lista civica Rinnovamento Sviluppo | Sindaco | [ 6 ] [ 7 ] |
| 5 giugno 2016  | 3 ottobre 2021 | Clemente Pescarmona  | Lista civica Rinnovamento Sviluppo | Sindaco | [ 6 ]       |
| 3 ottobre 2021 | in carica      | Marco Gattiglia      | Lista civica Rinnovamento Sviluppo | Sindaco | [ 6 ]       |